# Hetin
Hetin (cyr. Хетин) – wieś w Serbii, w Wojwodinie, w okręgu środkowobanackim, w gminie Žitište. W 2011 roku liczyła 537 mieszkańców.